# Péninsule de Shiretoko
La péninsule de Shiretoko (知床半島, Shiretoko-hantō) se trouve dans la région nord-est de l'île de Hokkaidō et donne sur la mer d'Okhotsk. Le 14 juillet 2005, elle a été enregistrée au patrimoine mondial (patrimoine naturel) de l'UNESCO.
La plus grande partie de la péninsule fait partie du parc national de Shiretoko.
Son nom vient de la langue aïnou, dans laquelle il signifie « l'extrémité de la terre » ou « l'endroit où la terre fait saillie ».

## Géographie

### Montagnes
Le centre de la péninsule possède une couche volcanique et on y trouve, du nord au sud, les monts et sommets suivants :
- Mont Rausu (1 660 m) ;
- Mont Sashirui (1 564 m) ;
- Mont Iō (Shiretoko) (1 562 m) ;
- Mont Chienbetsu (1 544 m) ;
- Mont Okkabake (1 462 m) ;
- Mont Minami (1 459 m) ;
- Mont Unabetsu (1 419 m) ;
- Mont Onnebetsu (1 331 m) ;
- Mont Chinishibetsu (1 317 m) ;
- Mont Shiretoko (1 254 m) ;
- Mont Samakke Nupuri (1 062 m) ;
- Mont Shibetsu (1 061 m) ;
- Mont Poromoi  (992 m) ;
- Mont Rusha  (848 m).

### Lacs et cours d'eau
Dans l'Est de la péninsule de Shiretoko s'étend le lac Rausu (羅臼湖, Rausu-ko) et, dans la partie Ouest, les cinq lacs Shiretoko (ja), ainsi que les chutes Kamuiwakka (en) et Oshinkoshin (ja).

## Sources thermales
La région, qui attire de nombreux touristes, compte un grand nombre d'onsen, dont ceux de Rausu, Seseki et Iwaobetsu, ainsi que de nombreux points où les eaux thermales jaillissent naturellement du sol.